# Stegaurach
Stegaurach (bambergisch Aurich) ist eine Gemeinde im oberfränkischen Landkreis Bamberg, Bayern und zählt zur Metropolregion Nürnberg. 

## Geographie

### Geographische Lage
Die Ortschaft Stegaurach liegt im Tal der Aurach, ca. vier Kilometer westlich von Bamberg in Richtung des Steigerwaldes. Hinter der Hügelkette im Norden von Stegaurach liegt das mittlere Maintal.

### Nachbargemeinden
|                   | Gemeinde Bischberg                          | Stadt Bamberg      |
| Gemeinde Walsdorf | Kompassrose, die auf Nachbargemeinden zeigt |                    |
| Markt Burgebrach  | Gemeinde Frensdorf                          | Gemeinde Pettstadt |

### Gemeindegliederung
Es gibt zwölf Gemeindeteile (in Klammern sind Siedlungstyp und Einwohnerzahlen, Stand 2007, angegeben):
- Debring (Dorf, 484)
- Dellerhof (Weiler, 17)
- Dellern (Weiler, 32)
- Hartlanden (Dorf, 410)
- Höfen (Kirchdorf, 220)
- Knottenhof (Einöde, 5)
- Kreuzschuh (Dorf, 210)
- Mühlendorf (Kirchdorf, 807)
- Seehöflein (Dorf, 69)
- Stegaurach (Pfarrdorf, 4033)
- Unteraurach (Dorf, 256)
- Waizendorf (Dorf, 670)

Die Wohnplätze Kaifeck (12) und Mutzershof (67) sind keine Gemeindeteile.
Es gibt die Gemarkungen Birkacher Wald, Hartlanden, Höfen, Mühlendorf und Stegaurach.

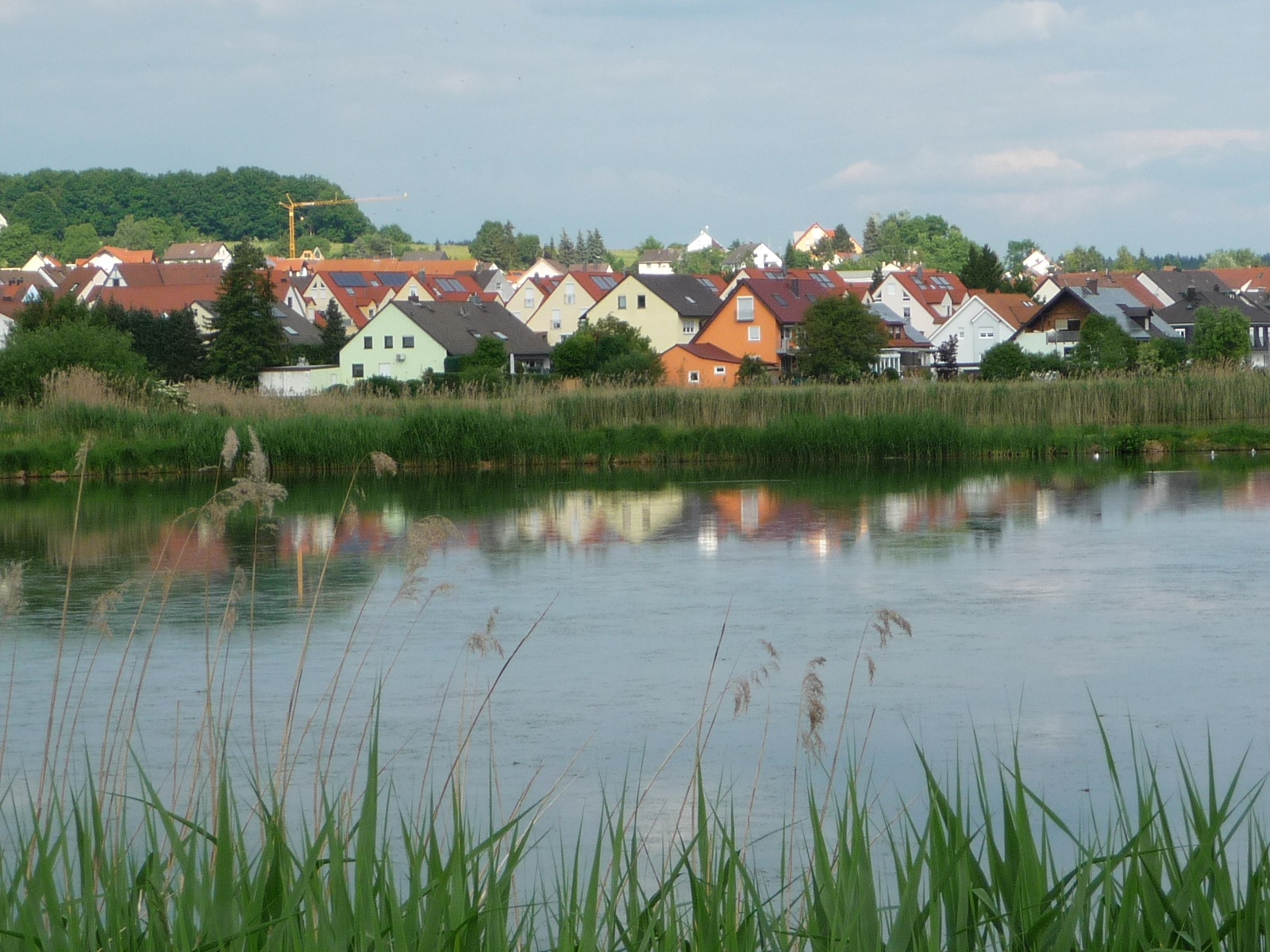
Häuser hinter dem See
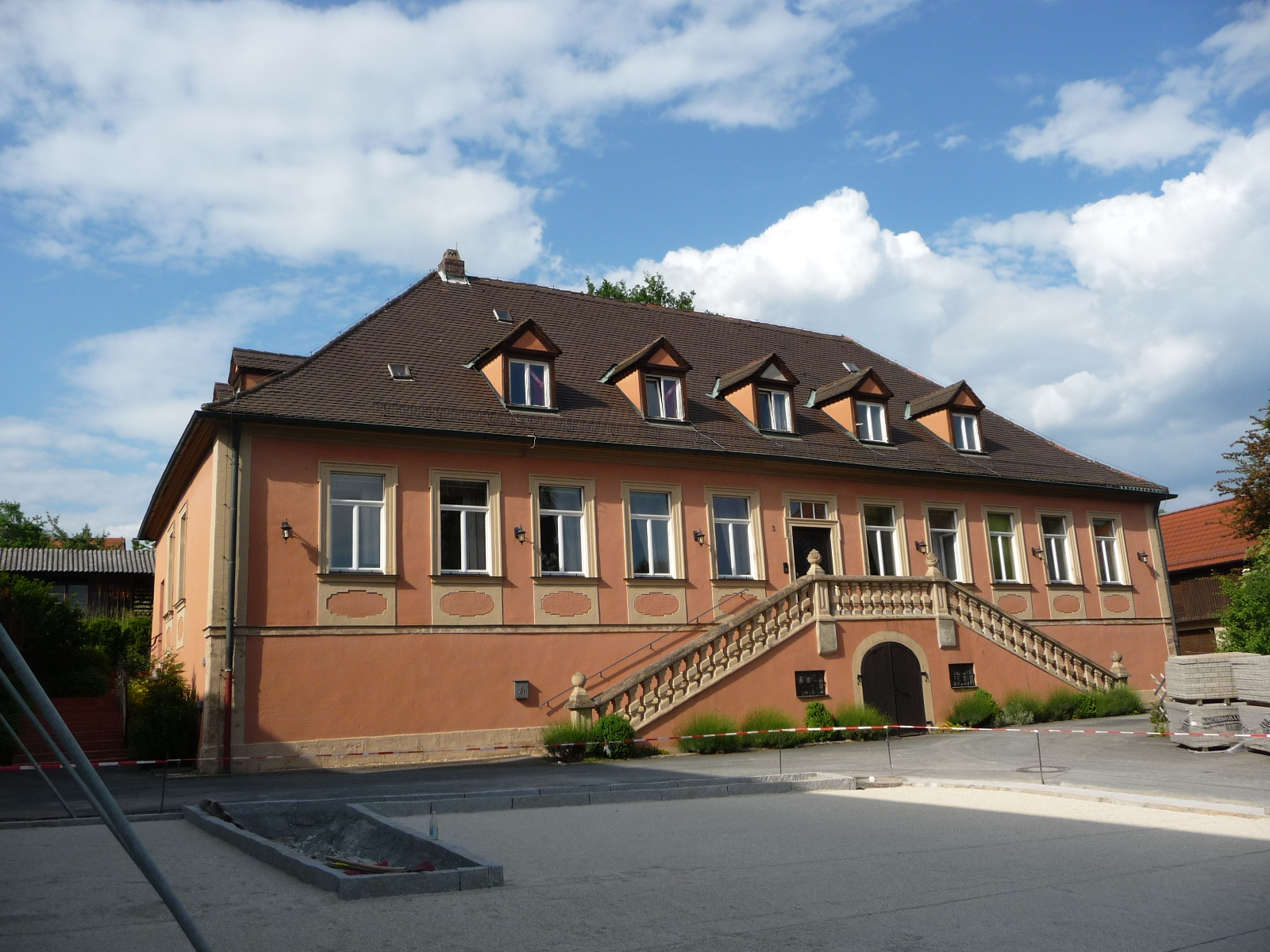
Landhaus des J. J. Tobias von Böttinger von Johann Dientzenhofer (um 1725)
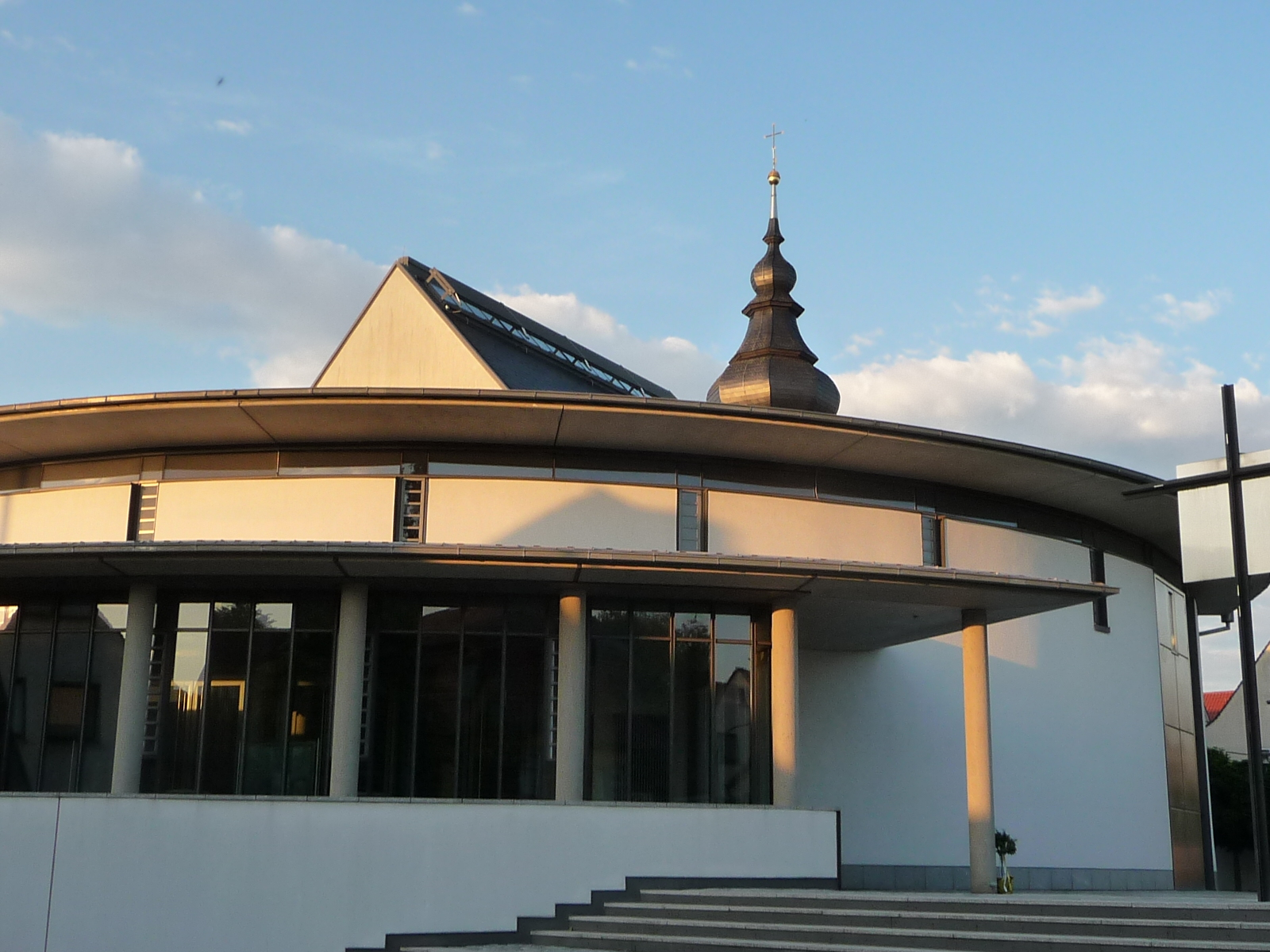
Dorfkirche aus der Zeit von 1746–1747
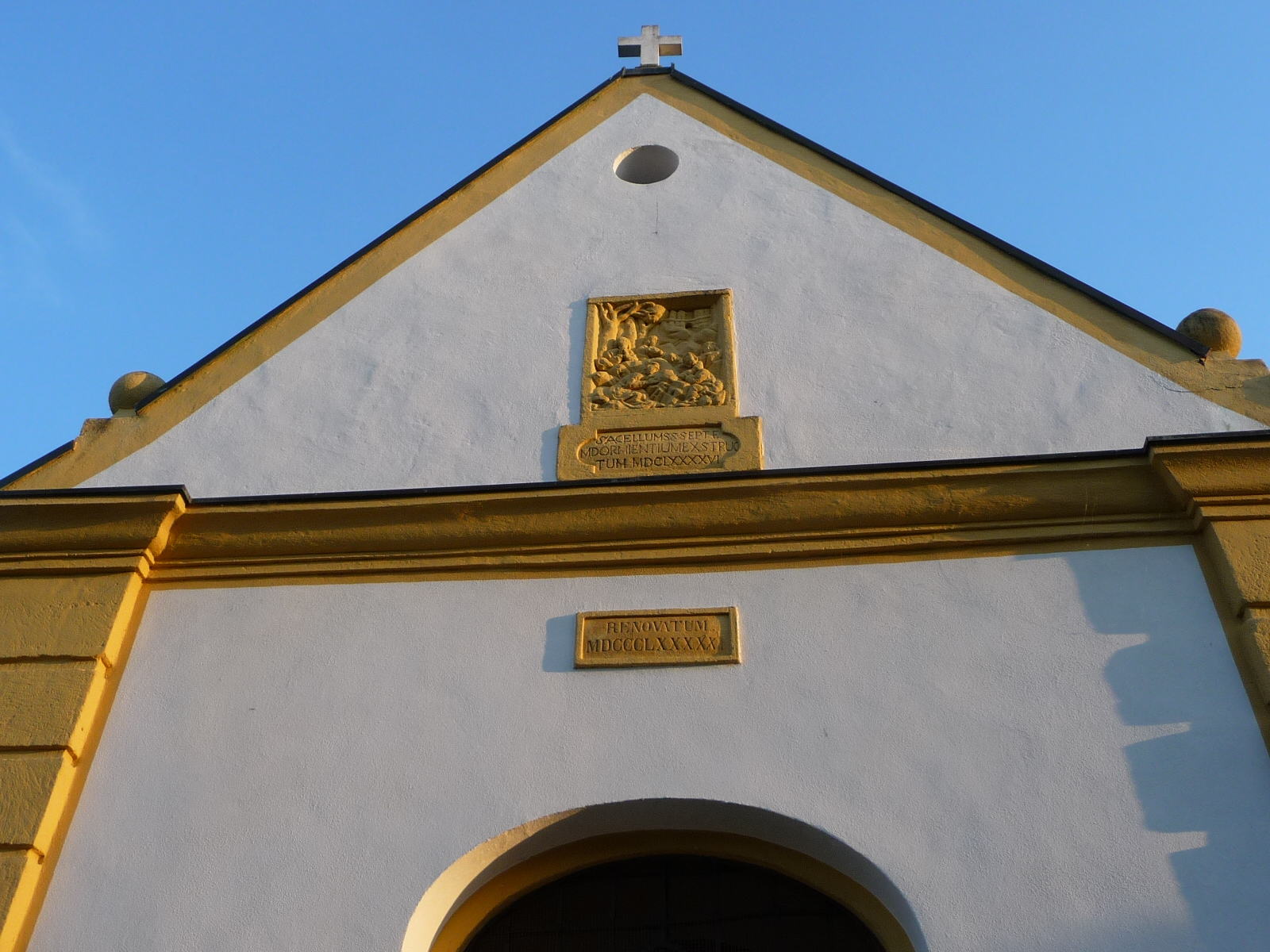
Siebenschläferkapelle am Ufer der Aurach
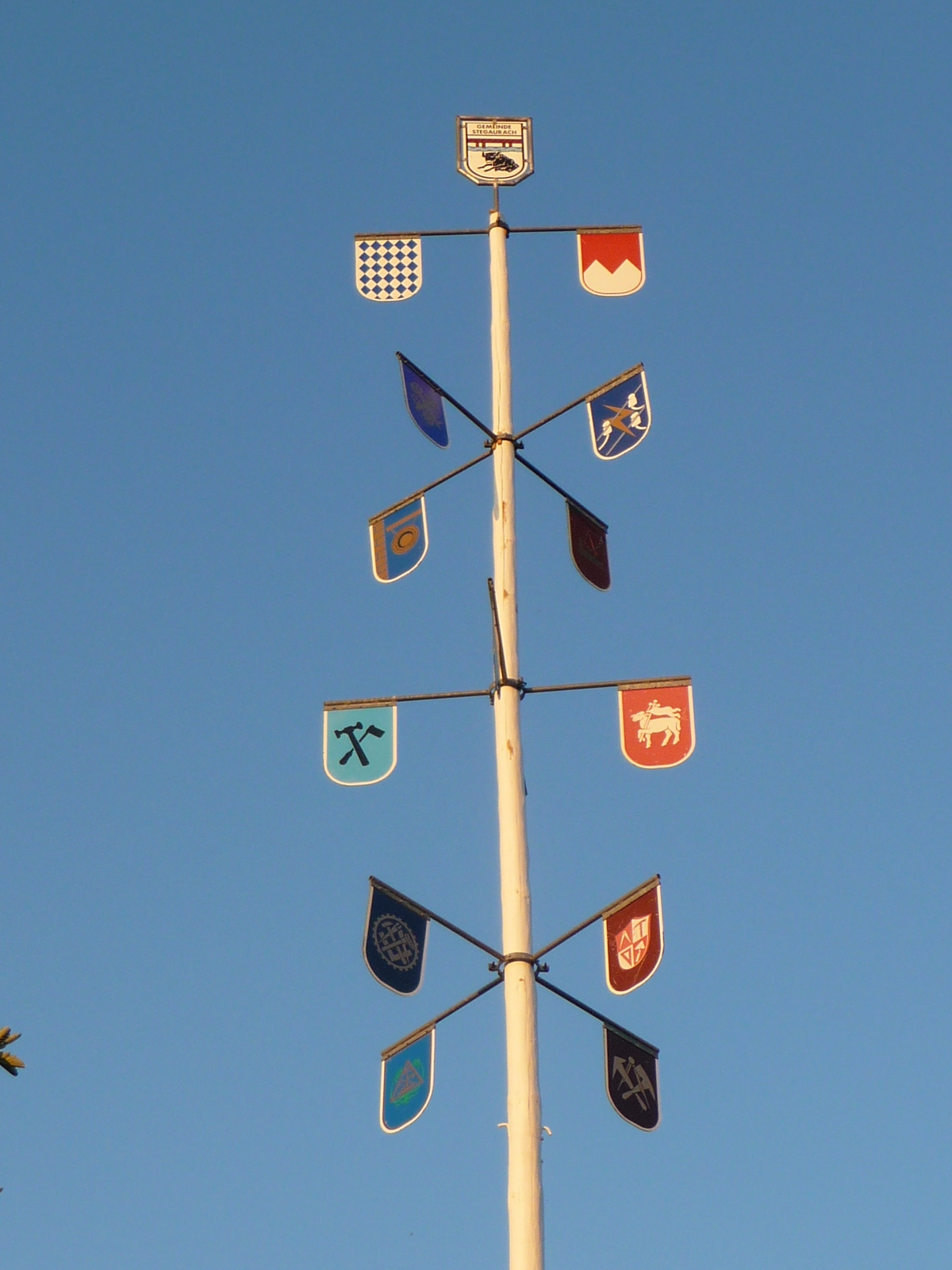
Maibaum mit den Wappen der Vereine
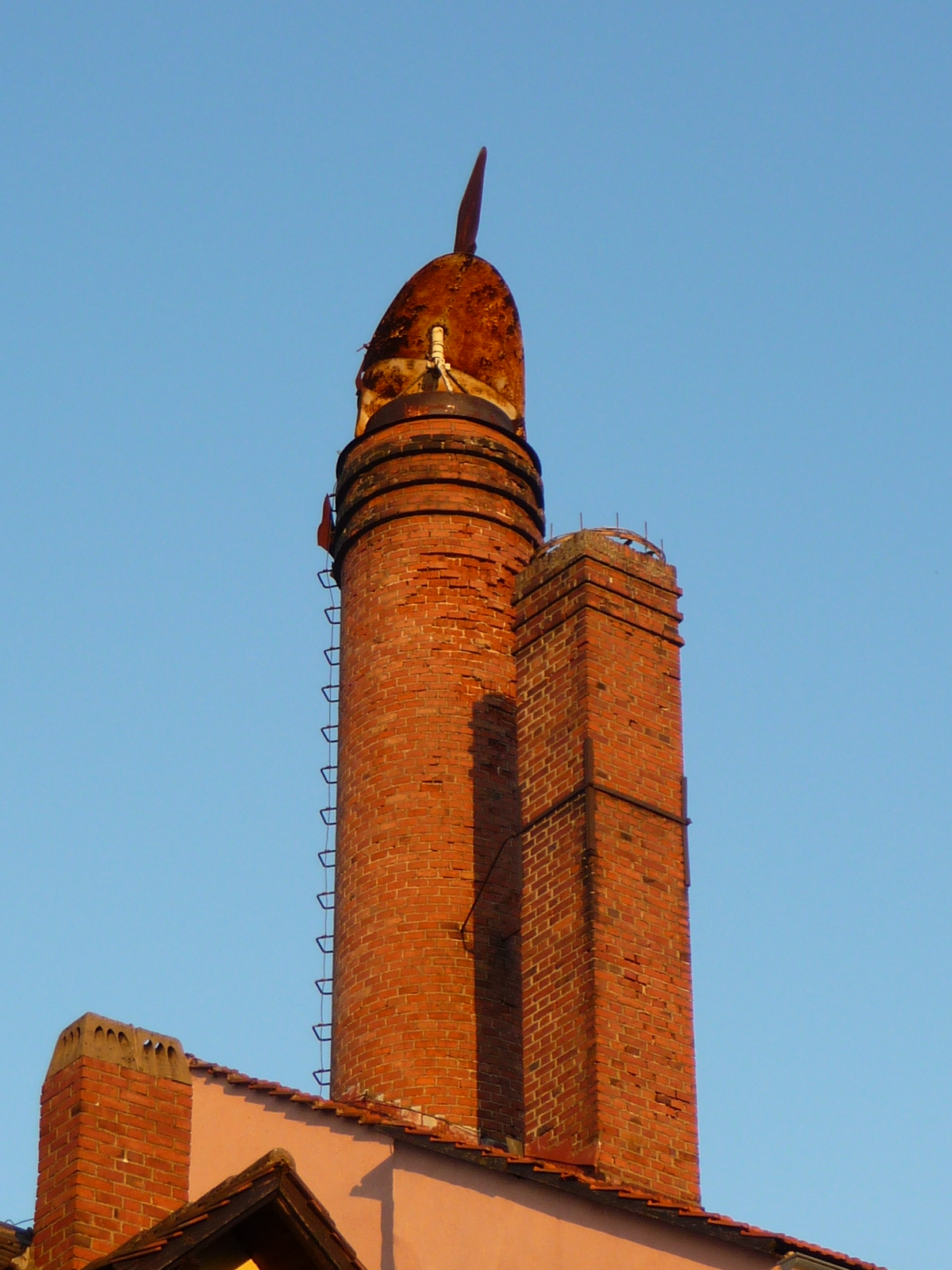
Brauerei Windfelder
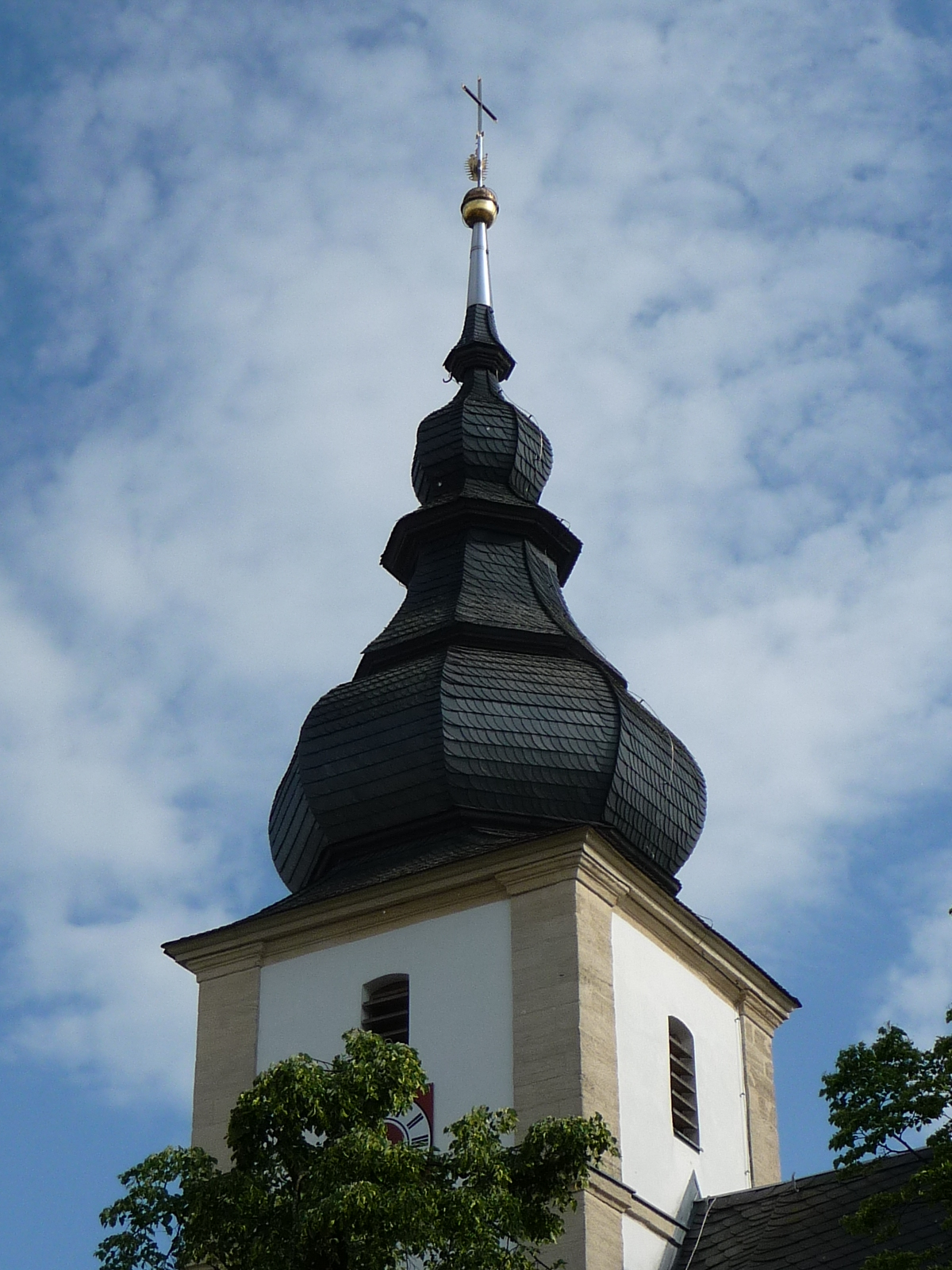
Kirchturm
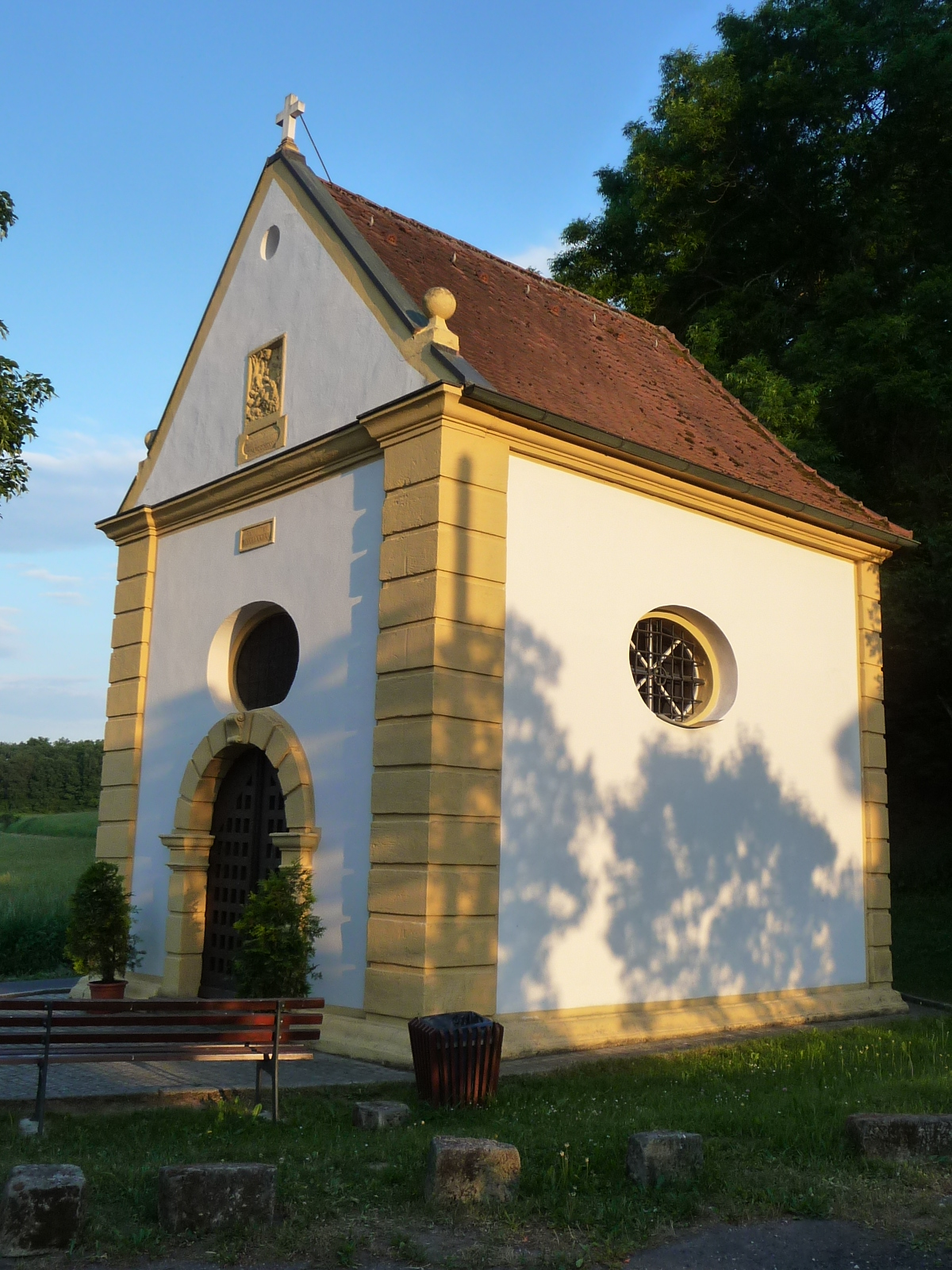
Siebenschläferkapelle

## Geschichte

### Bis zur Gemeindegründung
Stegaurach gehörte zum Hochstift Bamberg, das ab 1500 im Fränkischen Reichskreis lag, und war ursprünglich Teil der erbermännischen Güterverwaltung, die jedoch zu einem großen Teil aus Besitz des Hochstifts oder seinen Mediaten bestand. Seit dem Reichsdeputationshauptschluss von 1803 gehört der Ort zu Bayern.

### Eingemeindungen
Im Zuge der Gebietsreform in Bayern wurde die Gemeinde Höfen am 1. Januar 1972 eingegliedert. Am 1. Januar 1973 kam ein Teil, am 1. April 1975 schließlich der Rest der Gemeinde Hartlanden hinzu. Mühlendorf folgte am 1. Januar 1978.

### Einwohnerentwicklung
Im Zeitraum 1988 bis 2018 wuchs die Gemeinde von 5124 auf 7064 Einwohner bzw. um 37,9 %.
| Stichtag           | Einwohner |
| ------------------ | --------- |
| 1. Dezember 1840   | 1587      |
| 1. Dezember 1871   | 1786      |
| 1. Dezember 1900   | 1864      |
| 16. Juni 1925      | 1794      |
| 17. Mai 1939       | 2052      |
| 13. September 1950 | 2763      |
| 6. Juni 1961       | 3210      |
| 27. Mai 1970       | 3935      |
| 25. Mai 1987       | 4958      |
| 31. Dezember 1991  | 5547      |
| 31. Dezember 1995  | 6004      |
| 31. Dezember 2000  | 6323      |
| 31. Dezember 2005  | 6824      |
| 31. Dezember 2010  | 6851      |
| 31. Dezember 2015  | 6978      |
| 31. Dezember 2023  | 7134      |

## Religionen
Laut Zensus am 9. Mai 2011 sind 71,2 % der Einwohner römisch-katholisch und 13,5 % evangelisch-lutherisch. 15,3 % haben eine andere Religion oder sind konfessionslos.

## Politik

### Bürgermeister
Erster Bürgermeister ist seit 2014 Thilo Wagner (Freie Wähler-Freie Liste), der sich in der Stichwahl mit 64,32 % der Stimmen gegen Bernd Fricke (Grüne/Aktive Bürgerstimme/SPD) durchsetzte und 2020 bei drei Gegenkandidaten 81,25 % der Stimmen erhielt. Sein Vorgänger war seit 1996 Siegfried Stengel (CSU/Bürgerblock), der zuletzt 2008 in der Stichwahl mit 56,37 % der Stimmen ebenfalls gegen Bernd Fricke (Grüne/Aktive Bürgerstimme/SPD) gewann.
Am 6. Mai 2014 wurde in der konstituierenden Sitzung des Gemeinderats Bernd Fricke (Grüne/Aktive Bürgerstimme) zum Zweiten Bürgermeister und Werner Waßmann (Freie Wähler-Freie Liste) zum Dritten Bürgermeister gewählt.
Auflistung nach Legislaturperioden:
- 1876–1881: Johann Feulner
- 1882–1895: Michael Ritter
- 1895–1905: Andreas Windfelder
- 1905–1923: Friedrich Röckelein
- 1923–1929: Adam Mackert
- 1930–1933: Johann Kratzer
- 1933–1945: Eugen Stettmayer
- 1945–1948: Georg Metzner
- 1948–1953: Georg Steblein
- 1953–1967: Georg Dresel
- 1967–1978: Peter Graf
- 1978–1990: Johann Ziegler (CSU)
- 1990–1996: Maximilian Wagner (Bürgernahe Liste)
- 1996–2014: Siegfried Stengel (CSU/Bürgerblock)
- Seit 1. Mai 2014: Thilo Wagner (Freie Wähler-Freie Liste)

### Gemeinderat
Die Kommunalwahlen führten zu den folgenden Sitzverteilungen im Gemeinderat:
| Wahljahr | CSU/Bürgerblock | Freie Liste | SPD | Bürgernahe Liste | Grüne/Aktive Bürgerstimme | Gesamt |
| -------- | --------------- | ----------- | --- | ---------------- | ------------------------- | ------ |
| 2020     | 5               | 8           | 1   | 2                | 4                         | 20     |
| 2014     | 6               | 6           | 1   | 3                | 4                         | 20     |
| 2008     | 8               | 4           | 2   | 3                | 3                         | 20     |
| 2002     | 10              | 4           | 2   | 2                | 2                         | 20     |

### Verwaltungsgemeinschaft
Am 1. Mai 1978 bildete die Gemeinde Stegaurach mit den Nachbargemeinden Walsdorf, Lisberg und Priesendorf eine Verwaltungsgemeinschaft, aus der die beiden Letztgenannten bereits zum 31. Dezember 1979 wieder ausschieden. Ab dem 1. Januar 1980 waren nur noch Stegaurach und Walsdorf Mitgliedsgemeinden der Verwaltungsgemeinschaft Stegaurach.
In einer Sitzung des Gemeinderates am 12. Juni 2007 beantragte die Gemeinde Walsdorf, sich wieder zu verselbstständigen. Die Gemeinschaftsversammlung der Verwaltungsgemeinschaft Stegaurach, der Gemeinderat Stegaurach, die Kommunalaufsicht des Landratsamtes Bamberg sowie die Fachaufsicht der Regierung von Oberfranken sprachen sich für eine Nichtauflösung der Verwaltungsgemeinschaft Stegaurach aus. Auch das Staatsministerium des Innern wies schriftlich auf eine Reihe von nachteiligen Folgen bei einer Auflösung der Verwaltungsgemeinschaft hin. Unter anderem wird der bisherigen Verwaltung hohe Effizienz bescheinigt sowie vor einem erheblichen zusätzlichen Bedarf an Investitions- und Personalkosten gewarnt. Der Bürgermeister von Walsdorf wies die Kritik jedoch mit den Worten zurück: „Es gibt keine Veränderungen, nichts wird teurer“. Da die Gemeinde Walsdorf ihren Antrag weiterhin aufrechterhielt, verabschiedete der Bayerische Landtag das Gesetz vom 4. Dezember 2012, mit dem die Gemeinde Walsdorf ab 1. Januar 2013 wieder in die Selbstständigkeit entlassen wurde.

### Gemeindepartnerschaften
- Stegaurach unterhält eine Partnerschaft mit der südfranzösischen Gemeinde Onet-le-Château im Département Aveyron.

### Wappen
|                         | Blasonierung: „In Silber unter einem erhöhten, schmalen blauen Wellenbalken, auf dem ein durchgehender roter Steg steht, ein aus dem linken Schildrand wachsender schwarzer Auerochse“ |
| Wappenführung seit 1969 | |

## Kultur und Sehenswürdigkeiten

### Regelmäßige Veranstaltungen
- Kirchweih in Stegaurach

Am ersten Sonntag im Juli ist Kirchweih. Das ganze Wochenende über gibt es Tanzveranstaltungen und Volksfestattraktionen. Die Kirchweih beginnt mit dem Aufstellen des Kirchweihbaumes.
- Faschingszug

Am Faschingssonntag gestalten die Ortsvereine nachmittags einen bunten Umzug mit geschmückten Wagen und verkleideten Fußgruppen.
- Maibaum

Den Sommer über steht auf dem Luigi-Padovese-Platz der Maibaum. Die seitlich angebrachten Tafeln zeigen die Stegauracher Zünfte, zum Beispiel das Bauhandwerk. Der Maibaum wird in den Tagen vor dem 1. Mai mit einem festlichen Akt aufgestellt.
- Karpfensaison

Karpfensaison ist in allen Monaten mit dem Buchstaben 'r'. Viele Gasthäuser bieten während dieser Zeit panierten Karpfen als Gebackenen Karpfen und in Weißweinsud gekochten Karpfen als Blauen Karpfen an.

## Wirtschaft und Infrastruktur
Die Gemeindesteuereinnahmen betrugen im Jahr 1999 umgerechnet 2.573.000 Euro, davon waren 263.000 Euro Gewerbesteuereinnahmen (netto).
1998 gab es nach der amtlichen Statistik im produzierenden Gewerbe und im Bereich Handel und Verkehr keine sozialversicherungspflichtig Beschäftigten am Arbeitsort. In sonstigen Wirtschaftsbereichen waren es 313 Personen. Sozialversicherungspflichtig Beschäftigte am Wohnort gab es 2120. Im verarbeitenden Gewerbe gab es drei, im Bauhauptgewerbe sieben Betriebe. Zudem bestanden im Jahr 1999 46 landwirtschaftliche Betriebe mit einer landwirtschaftlich genutzten Fläche von 795 Hektar, davon waren 571 Hektar Ackerfläche und 223 Hektar Dauergrünfläche.
Zwischen Debring und Unteraurach liegt das Gewerbegebiet Debring mit zahlreichen Handwerksbetrieben.

### Brauereien
Auf dem Gebiet der Gemeinde gibt es drei Brauereien: die Hausbräu Stegaurach (2001 gegründet), die Brauerei Müller in Debring und die Mühlenbräu in Mühlendorf. Bis 1989 gab es in Stegaurach die Brauerei Krug und bis 1983 die Brauerei Windfelder, in Mühlendorf bis 1973 die Brauerei Zur Linde Dorn und in Waizendorf bis 1976 die Brauerei Giehl.

### Bildung
Im Jahre 2017 gab es folgende Einrichtungen:
- Die Kindertagesstätte St. Marien mit 36 Krippenplätzen und 100 Kindergartenplätzen in Trägerschaft der Pfarrei Stegaurach[12]
- Die Kindertagesstätte Don Bosco mit zwölf Krippenplätzen und 50 Kindergartenplätzen in Trägerschaft der Pfarrei Stegaurach[13]
- eine Grund- und Mittelschule im Schulverbund Aurachtal-Ebrachgrund[14]

### Freiwillige Feuerwehren
In Debring, Hartlanden, Höfen/Waizendorf, Mühlendorf und Stegaurach gibt es Freiwillige Feuerwehren.

### Vereine
Bürger e. V. Stegaurach: Der 2010 gegründete Verein hat heute über 100 Mitglieder und setzt sich für die Belange der Bürger ein. Außerdem werden diverse Aktionen organisiert (Kinderklettern, Faschingswagen, Sommerfest, Flohmarkt).
Musikverein Mühlendorf e. V.: Der 1964 gegründete Verein hat heute über 100 Mitglieder und ist über den Landkreis hinaus bekannt für seine traditionelle böhmisch-mährische Blasmusik. Highlights im Jahr sind das Frühlingskonzert in der Aurachtalhalle Stegaurach im April, das Standkonzert am Sonntag der Mühlendorfer Kirchweih sowie das Benefizweihnachtskonzert am 3. Advent in der Pfarrkirche Stegaurach.

### Verkehr
Die wichtigste Verkehrsachse der Gemeinde ist die Bundesstraße 22 im Abschnitt zwischen Würzburg und Bamberg, die ca. vier Kilometer vor Bamberg durch Debring führt. Außerdem sind die Staatsstraßen Stegaurach – Walsdorf – Trabelsdorf, Bamberg – Waizendorf – Frensdorf – Höchstadt/Aisch und die Kreisstraße Waizendorf – Pettstadt für den Individualverkehr wichtig.
Stegaurach liegt im Verkehrsverbund Großraum Nürnberg. Die Gemeindeteile werden durch Buslinien bedient, und zwar Debring, Stegaurach, Mühlendorf und Hartlanden im Stundentakt, Höfen, Unteraurach und Waizendorf in größeren Abständen.

### Internet
Alle Ortsteile sind aktuell mit VDSL und überwiegend auch mit LTE/4G-Mobilfunk versorgt. Bis 2026 sollen alle Haushalte die Möglichkeit erhalten, ans Glasfasernetz (FTTB) angeschlossen zu werden.

## Sport

### Basketball
Nach der Fusion des Minges Basket Club Bamberg und der Basketballabteilung der SpVgg Stegaurach entstand der neue Basketballverein BG Minges Stegaurach. Trainer der Herrenmannschaft ist der ehemalige deutsche Pokalsieger Gary von Waaden.

### Fußball
Von 1996 bis 2001 spielte die Fußballmannschaft der SpVgg Stegaurach in der Bayernliga. Der größte Erfolg in der Vereinsgeschichte war der zweite Tabellenplatz in der Saison 1999/2000. Derzeit spielt sie in der Kreisliga 1 Bamberg/Bayreuth/Kulmbach.

## Persönlichkeiten
- Luigi Padovese OFMCap (1947–2010), römisch-katholischer Bischof, Ehrenbürger von Stegaurach (2007)